# Albert Leo Schlageter

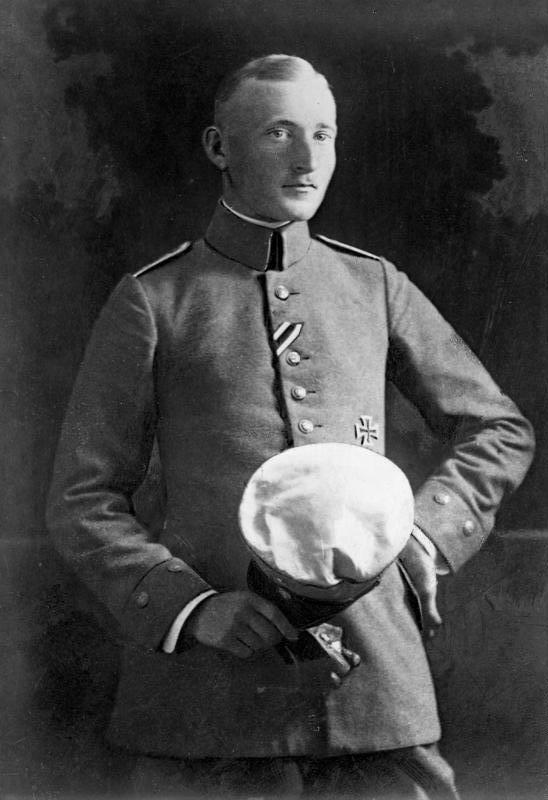
Albert Leo Schlageter.

Albert Leo Schlageter, född den 12 augusti 1894 i Schönau im Schwarzwald, Storhertigdömet Baden, Kejsardömet Tyskland, död den 26 maj 1923 på Golzheimer Heide i närheten av Düsseldorf, Tyskland, var en tysk frikårsmedlem som avrättades för sabotageverksamhet.

## Biografi
Schlageter deltog i första världskriget och stred på västfronten. Han kom att befordras till löjtnant och dekorerades med Järnkorset av första klassen. Efter kriget gick han med i en frikår som kämpade i bland annat Baltikum. Efter att 1922 blivit medlem av Nationalsocialistiska tyska arbetarepartiet (NSDAP) ledde han en grupp som saboterade järnvägsspår i Ruhrområdet, vilket i januari 1923 hade ockuperats av fransmännen. Schlageter angavs till de franska myndigheterna, dömdes till döden och arkebuserades den 26 maj 1923.
Schlageter kom att betraktas som martyr av nazisterna och ett exempel är att Jagdgeschwader 26 inom Luftwaffe fick tillnamnet Schlageter. Författaren Hanns Johst skrev pjäsen Schlageter om honom. Pjäsen hade premiär på Adolf Hitlers födelsedag 1933.